# Michael von zur Mühlen
Michael von zur Mühlen (* 27. Februar 1979 in Köln) ist ein deutscher Opern- und Theaterregisseur.

## Leben
Michael von zur Mühlen wuchs als Sohn des Journalisten und Medienmanagers Bernt Alfred von zur Mühlen und dessen Frau Monika Elisabeth, geb. Rydzewski, in Köln auf. Er begann zunächst ein Studium der Musikwissenschaften und Philosophie an der Humboldt-Universität Berlin und absolvierte anschließend ein Musiktheaterregiestudium an der Hochschule für Musik „Hanns Eisler“ Berlin. Für die Regisseure Achim Freyer, Joachim Schlömer, Jean Jourdheuil und Peter Konwitschny arbeitete er als Assistent. Am Forum Neues Musiktheater der Staatsoper Stuttgart war er Stipendiat und inszenierte hier die Uraufführung von Lucia Ronchettis Last desire nach Oscar Wildes Salome. Seit 2004 arbeitet er als freischaffender Regisseur sowohl in Oper, Schauspiel und zeitgenössischem Musiktheater, u. a. an der Staatsoper Stuttgart, der Volksbühne am Rosa-Luxemburg-Platz Berlin, der Oper Leipzig, am Theater Heidelberg, der Staatsoper Berlin, am Deutschen Nationaltheater Weimar, am Deutschen Theater Göttingen, dem Staatstheater Darmstadt, am Theater Augsburg und dem Theater der Stadt Konstanz. Eine wichtige Rolle spielt die Auseinandersetzung mit Bertolt Brecht, dessen Werke Die heilige Johanna der Schlachthöfe, Leben des Galilei, Lehrstück und Aufstieg und Fall der Stadt Mahagonny er inszenierte.
In den Spielzeiten 2016/17 bis 2020/21 war er Chefdramaturg und Mitglied der künstlerischen Leitung an der Oper Halle, die für ihr innovatives Programm u. a. 2019 mit dem den Theaterpreis des Bundes ausgezeichnet wurde.
2008 entwickelte sich rund um seine Inszenierung des Fliegenden Holländers von Richard Wagner an der Leipziger Oper zu einem Eklat, der in der Fachpresse intensiv diskutiert wurde. Etwa nach einer Stunde verließen bereits zahlreiche Besucher den Saal. Auf der Bühne waren Videosequenzen mit Hunden, die sich gegenseitig tot bissen, Kuh-Kadavern, die an Haken hingen, und viel Blut zu sehen. Drei Tage nach der Aufführung trat der Hauptdarsteller James Johnson zurück. Joachim Lange ordnete die Ereignisse in der Deutschen Bühne als spezifisch mit der Leipziger Situation zusammenhängend ein: "Dass das Leipziger Publikum sich zumindest teilweise schon von den relativ maßvoll beisteuernden, aber nicht von der Szene Besitz ergreifenden Einspielungen überfordert zeigte, hängt wohl weniger mit der Qualität der Videos oder ihrem etwaigen provozierenden Inhalt zusammen. Es liegt möglicherweise mehr an jener Unverbindlichkeit, in der die (von Henri Maier und Riccardo Chailly geprägte) Bühnenästhetik in den Jahren nach Udo Zimmermanns Intendanz in Leipzig abgedriftet war. (...) Einen wirklichen Grund zu den lautstarken Pöbeleien während der Premiere, und für die gewaltige Protest-Bugwelle, die sich danach über die Oper, die Medien, bis hin in den Posteingang der Staatsanwaltschaft ergoss, für die gibt es keinen nachvollziehbaren Grund. Jedenfalls befindet sich die Leipziger Oper mit diesem szenischen Wagnis nicht kurz vor dem Abgrund (oder schon drin), wie blinde Wut behauptet, sondern eher auf der Höhe von Häusern wie in Stuttgart, Essen, Hannover oder der Komischen Oper in Berlin, wo die überwiegende Mehrheit der Zuschauer bereit ist, sich auch auf solch ästhetisch unbequeme Herausforderungen einzulassen und zum Vergnügen an der Musik auch das Vergnügen am Nachdenken zu entwickeln."
Seine Inszenierung von Aida an der Oper Halle, so Christine Lemke-Matwey in Die Zeit, zeige „was Oper im 21. Jahrhundert kann“.
2019 hatte von zur Mühlen die Bertolt Brecht Gastprofessur der Stadt Leipzig inne.

## Auszeichnungen
- 2023: Deutscher Theaterpreis DER FAUST für opera – a future game (Next Level – Festival for Games, NRW KULTURsekretariat)[7]
- 2023: Nominierung von opera - a future game für den Explorer Award des AMAZE Festivals Berlin
- 2022: Nominierung für den Deutschen Theaterpreis DER FAUST 2022 gemeinsam mit Sara Glojnarić und Clemens Meyer für die Musiktheateruraufführung Im Stein in der Kategorie Ton und Medien.[8]
- 2021: Auszeichnung als „wichtiger Stream der Saison“ von Im Stein im Jahrbuch der Opernwelt
- 2019: Theaterpreis des Bundes für das Programm der Oper Halle

## Veröffentlichungen (Auswahl)
- Antrittsrede zur Bertolt Brecht Gastprofessur der Stadt Leipzig, Leipzig 2019

## Inszenierungen (Auswahl)
- 2023: the weird & the eerie, crossmediale Performance und Installation mit Katharina Ernst, Thomas Köck, Annea Lounantvuori, Martin Miotk, Andreas Spechtl, Kunstfest Weimar / PAD Festival Wiesbaden / CfL Burg Hülshoff / Pumpenhaus Münster
- 2023: Don Carlo, Oper von Giuseppe Verdi mit einem Kommentar von Thomas Köck, Theater Freiburg
- 2022: opera - a future game ein post(operatischer)-apokalytischer video spiel essay mit musik von eloain lovis hübner und texten von thomas köck basierend auf der oper opera opera opera! revenants&revolutions, Next Level Festival for Games / Hellerau
- 2021: Im Stein, Musiktheater von Sara Glojnarić und Clemens Meyer, Oper Halle
- 2020: Iphigenie auf Tauris, von J.W.v. Goethe, Staatstheater Braunschweig
- 2018: Aida, Oper Halle
- 2017: Aufstieg und Fall der Stadt Mahagonny, Oper Halle
- 2016: Das Kunstwerk der Zukunft, Oper Halle
- 2016: Der zerbrochne Krug, Theater Konstanz
- 2015: Die lächerliche Finsternis, Theater Augsburg
- 2015: Schulden. Eine Befreiung, Staatstheater Darmstadt
- 2014: Leben des Galilei, DT Göttingen
- 2013: Così fan tutte, KUG Graz / Deutsche Oper Berlin
- 2012: Lehrstück, Staatsoper Unter den Linden Berlin
- 2012: Der Zauberberg, DT Göttingen
- 2011: Robert S, Theater Bonn
- 2011: Die Heilige Johanna der Schlachthöfe, DNT Weimar
- 2010: Miss Donnithorne's Maggot, Staatsoper Unter den Linden Berlin im Schillertheater
- 2010: Infinito nero, Staatsoper Unter den Linden Berlin
- 2009: Spartaco, Theater Heidelberg
- 2008: Der Fliegende Holländer, Oper Leipzig
- 2007: La Bohème, Theater Heidelberg
- 2007: Der Sonne entgegen, Musiktheater im Revier Gelsenkirchen
- 2005: Last desire, Forum Neues Musiktheater der Staatsoper Stuttgart